# Tāzeh Rān
Tāzeh Rān (persiska: تارزَن, تازيران, تَزِهران, تازه ران) är en ort i Iran.   Den ligger i provinsen Lorestan, i den centrala delen av landet, 290 km sydväst om huvudstaden Teheran. Tāzeh Rān ligger 2 017 meter över havet och antalet invånare är 207.
Terrängen runt Tāzeh Rān är kuperad åt sydost, men åt nordväst är den platt. Terrängen runt Tāzeh Rān sluttar västerut. Runt Tāzeh Rān är det ganska glesbefolkat, med 29 invånare per kvadratkilometer. Närmaste större samhälle är Alīgūdarz, 17,2 km sydost om Tāzeh Rān. Trakten runt Tāzeh Rān består i huvudsak av gräsmarker.